# Ingegerda szwedzka
Ingegerda szwedzka (ur. 1001, zm. 1050 lub 1051) – córka króla szwedzkiego Olafa i Astrydy, żona Jarosława Mądrego. W Cerkwi prawosławnej jest czczona jako święta Anna Nowogrodzka.

## Życiorys
Urodzona w Sigtunie w Szwecji była przeznaczona do poślubienia królowi Norwegii Olafowi II, jako gwarancja pokoju pomiędzy Szwecją i Norwegią (uchwała tingu w Uppsali z 1017). Ślub miał się odbyć jesienią 1018 na granicy obu państw, nad brzegami rzeki Elw. Zgodnie z umową Olaf II przybył nad granicę, aby powitać narzeczoną i jej ojca, ale nikogo tam nie zastał. Wysłani do Szwecji gońcy powrócili ze złymi wieściami. Jeszcze latem do króla Szwecji przybyli posłowie od nowogrodzkiego księcia Jarosława z prośbą o rękę księżniczki Ingegerdy. Prośba została wysłuchana i księżniczka w 1019 wyszła za mąż za wielkiego księcia kijowskiego Jarosława, który w tym czasie rządził w Nowogrodzie, zmieniając jednocześnie imię na Irena. 
Założyła w Kijowie pierwszy żeński monaster. Przed śmiercią złożyła śluby zakonne i otrzymała imię Anna. Została pochowana w cerkwi Mądrości Bożej w Nowogrodzie.
Pojawiła się teoria, jakoby święta Anna była nie drugą żoną Jarosława Mądrego Ingegerdą szwedzką, ale pierwszą – matką księcia nowogrodzkiego Ilii. Pogląd ten nie znajduje potwierdzenia w literaturze przedmiotu.

### Dzieci Anny i Jarosława
- Włodzimierz Jarosławowicz – ks. wielko-nowogrodzki
- Izjasław I Jarosławowicz – wielki książę kijowski, poślubił księżniczkę Gertrudę - córkę polskiego króla Mieszka II
- Światosław II Jarosławowicz – ks. czernihowski, wielki książę kijowski
- Wsiewołod I Jarosławowicz – ks. perejasławski, wielki książę kijowski, ks. czernihowski, ks. rostowski, suzdalski
- Elżbieta – żona Haralda III, króla Norwegii, później Swena II, króla Danii
- Anna – żona Henryka I, króla Francji
- Anastazja – żona Andrzeja I króla Węgier
- Wiaczesław – ks. smoleński
- Igor Jarosławowicz – ks. włodzimiersko-wołyński, ks. smoleński

## Kult
Jej wspomnienie obchodzone jest w Cerkwi prawosławnej 10/23 lutego, tj. 23 lutego według kalendarza gregoriańskiego.
W ikonografii jest ukazywana w szatach zakonnych z chustą na głowie. Zwykle prawą rękę ma ułożoną w geście modlitewnym, w lewej trzyma zwój.
Bywa mylona ze swoją wnuczką Anną, córką Wsiewołoda I, wspominaną 3 listopada (według kalendarza juliańskiego).